# Lukáš Klein
Lukáš Klein (* 22. března 1998 Spišská Nová Ves) je slovenský profesionální tenista. Na challengerech ATP a okruhu ITF získal devět titulů ve dvouhře a pět ve čtyřhře.
Na žebříčku ATP byl ve dvouhře nejvýše klasifikován v srpnu 2024 na 109. místě a ve čtyřhře v dubnu 2021 na 240. místě. Trénuje ho Karol Kučera.
Ve slovenském daviscupovém týmu debutoval v roce 2022 bratislavskou 1. světovou skupinou proti Rumunsku, v níž vyhrál čtyřhru po boku Igora Zelenaye. Slováci zvítězili 3–1 na zápasy. Do září 2025 v soutěži nastoupil k osmi mezistátním utkáním s bilancí 1–5 ve dvouhře a 3–5 ve čtyřhře.
Slovensko reprezentoval na o rok odložených Letních olympijských hrách 2020 v Tokiu. Do dvouhry nastoupil jako náhradník po odstoupení zraněného Mattea Berrettiniho. Časnou porážku mu přivodil Australan James Duckworth. Do mužské čtyřhry zasáhl s Filipem Poláškem. Ve druhém kole však podlehli Američanům Austinu Krajickovi a Tennysu Sandgrenovi.

## Tenisová kariéra
V juniorském tenise si s Čechem Patrikem Riklem zahráli finále čtyřhry na Australian Open 2016. Proti Australanům Alexi de Minaurovi a Blakeu Ellisovi ztratili v závěrečném supertiebreaku vedení míčů 8–5 a za stavu 9–8 nevyužili mečbol.

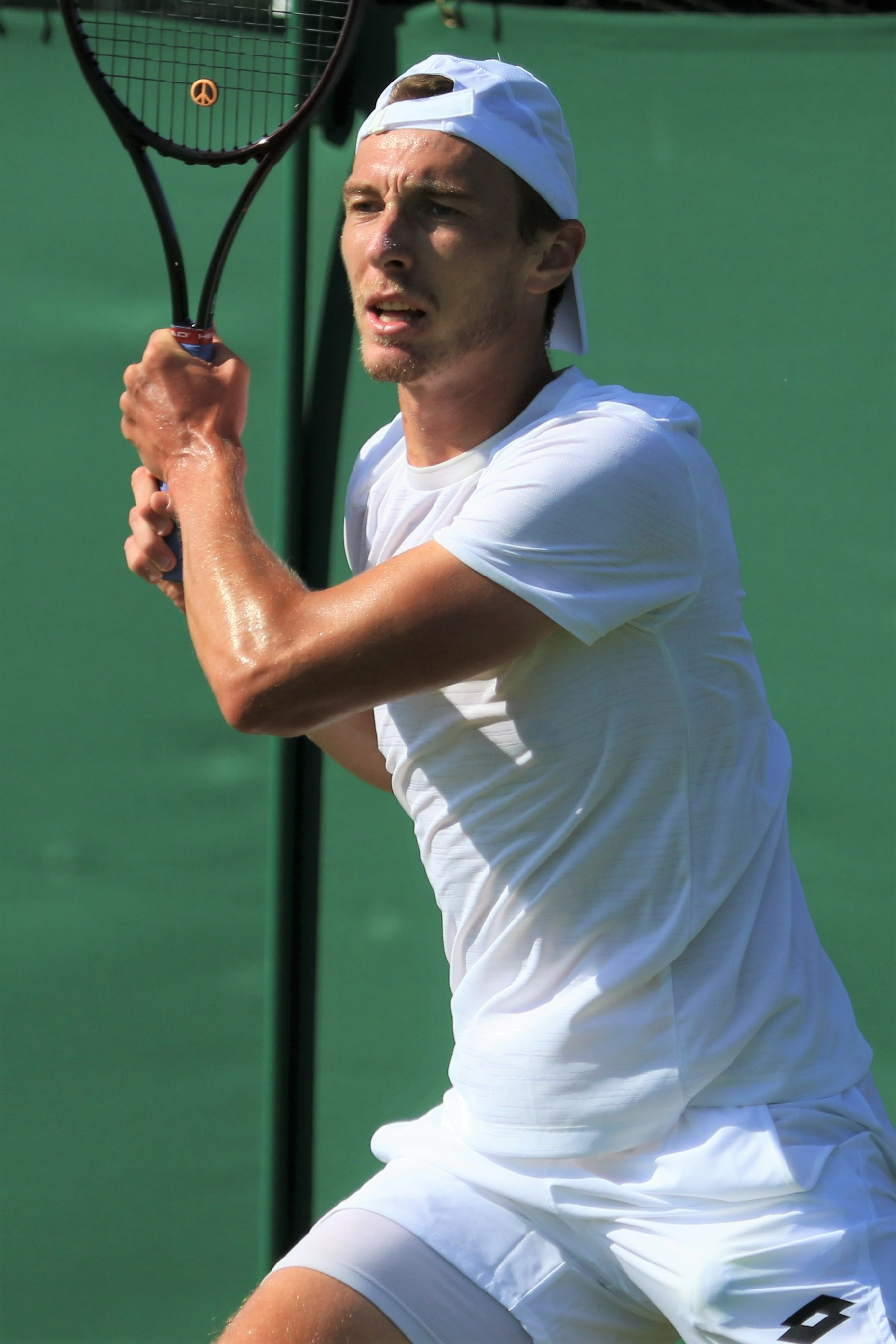
Z kvalifikace Wimbledonu 2022 postoupil do první hlavní soutěže na grandslamu

V hlavní soutěži okruhu ATP Tour debutoval březnovým Argentina Open 2021 na antuce buenosaireského tenisového klubu. Do dvouhry prošel tříkolovou kvalifkací a v jejím úvodu si připsal první kariérní výhru, když porazil krajana Andreje Martina z počátku druhé stovky žebříčku. Poté jej vyřadila argentinská světová devítka a pozdější vítěz Diego Schwartzman, přestože so zápasu vstoupil vedením gamů 4–2. Na grandslamu se poprvé představil v singlu Wimbledonu 2022 po tříkolové kvalifikaci, v níž na jeho raketě zůstali Billy Harris, Yannick Hanfmann a Andreas Seppi. V úvodním wimbledonském kole však prohrál v pětisetové bitvě s Britem Liamem Broadym startujícím na divokou kartu.
Do sezóny 2024 vstoupil zvládnutou kvalifikací Brisbane International 2024. Singlovou soutěž zahájil první kariérní výhrou nad členem Top 40, dvacátým osmým v pořadí Sebastiánem Báezem. Poté mu stopku vystavil Ital Matteo Arnaldi, který o postupu rozhodl až v závěru třetí sady. Druhou grandslamovou dvouhru odehrál na Australian Open 2024, kde zvládl kvalifikační soutěž. První výhru na majorech zaznamenal v úvodu melbournské soutěže s Jihokorejcem Kwonem Sun-uem, vracejícím se na okruh pod žebříčkovou ochranou, jako členem sedmé stovky klasifikace. Poté svedl pětisetovou bitvu se světovou šestkou Alexandrem Zverevem, v níž ztratil vedení 2–1 na sety a obě závěrečné sady prohrál až v tiebreacích.
Do série Masters premiérově zasáhl na BNP Paribas Open 2024 v Indian Wells po průchodu kvalifikačním sítem. V prvním duelu dvouhry zdolal amerického spolukvalifikanta Nicolase Morena de Alborana, než jeho cestu turnajem ukončil devátý muž klasifikace Casper Ruud. Po skončení vystoupal v polovině března 2024 poprvé do Top 130, na 128. příčku a premiérově se stal slovenskou jedničkou, když na této pozici vystřídal Molčana. Na navazujícím Miami Open 2024 přehrál v kvalifikačním kole 18letou světovou sedmdesátku Jakuba Menšíka. Časnou porážku ve dvouhře ale utržil od o další tři místa níže postaveného Američana Alexe Michelsena. Bodový zisk jej v úvodu dubna 2024 premiérově posunul do Top 120, když mu patřila 116.příčka. Do čtvrtfinále túry ATP poprvé postoupil na halovém Belgrade Open 2024. Z pozice kvalifikanta v hlavní soutěži oplatil tři roky starou olympijskou porážku Jamesi Duckworthovi. Nezastavil jej ani třicátý devátý hráč žebříčku Tomás Martín Etcheverry. V třísetovém klání jej však do semifinále nepustil čtvrtý nasazený Jiří Lehečka, s nímž prohospodařil vedení 6–3 a 3–0. V prvním kole dohrál na Australian Open 2025, kde byl nad jeho síly dvaadvacátý muž pořadí Sebastian Korda.

## Tituly na challengerech ATP a okruhu ITF
| Legenda                  |
| ------------------------ |
| D – dvouhra; Č – čtyřhra |
| Challengery (3 D; 1 Č)   |
| ITF (6 D; 4 Č)           |

### Dvouhra (9 titulů)
| Č. | datum         | turnaj                | okruh             | povrch    | poražený finalista | výsledek                     |
| -- | ------------- | --------------------- | ----------------- | --------- | ------------------ | ---------------------------- |
| 1. | březen 2018   | Šarm aš-Šajch, Egypt  | Futures           | tvrdý     | Patrik Néma        | 2–6, 6–3, 6–3                |
| 2. | březen 2019   | Šarm aš-Šajch, Egypt  | World Tennis Tour | tvrdý     | Jacopo Berrettini  | 6–4, 6–4                     |
| 3. | duben 2019    | Šarm aš-Šajch, Egypt  | World Tennis Tour | tvrdý     | Daniel Michalski   | 6–2, 6–3                     |
| 4. | duben 2019    | Šarm aš-Šajch, Egypt  | World Tennis Tour | tvrdý     | Jakub Paul         | 6–4, 6–3                     |
| 5. | červenec 2019 | Piešťany, Slovensko   | World Tennis Tour | antuka    | Fábián Marozsán    | 6–1, 4–6, 6–1                |
| 6. | září 2019     | Bratislava, Slovensko | World Tennis Tour | antuka    | Kirill Kivatcev    | 7–6(7–3), 6–3                |
| 7. | květen 2022   | Troisdorf, Německo    | Challenger        | antuka    | Zizou Bergs        | 6–1, 6–4                     |
| 8. | řijen 2022    | Alicante, Španělsko   | Challenger        | tvrdý     | Nick Hardt         | 6–3, 6–4                     |
| 9. | řijen 2023    | Ortisei, Itálie       | Challenger        | tvrdý (h) | Maks Kaśnikowski   | 6–7(4–7), 7–6(7–4), 7–6(8–6) |

### Čtyřhra (5 titulů)
| Č. | datum      | turnaj                    | okruh             | povrch  | spoluhráč         | poražení finalisté                         | výsledek           |
| -- | ---------- | ------------------------- | ----------------- | ------- | ----------------- | ------------------------------------------ | ------------------ |
| 1. | únor 2016  | Antalya, Turecko          | Futures           | tvrdý   | Alex Molčan       | Vadim Aleksejenko Frederico Ferreira Silva | 7–6(9–7), 7–6(7–5) |
| 2. | řijen 2016 | Jablonec nad Nisou, Česko | Futures           | koberec | Patrik Néma       | Matej Vocel Pavel Motl                     | 6–1, 6–3           |
| 3. | duben 2017 | Heráklion, Řecko          | Futures           | tvrdý   | Patrik Néma       | Hunter Callahan Nicholas S. Hu             | 6–4, 6–2           |
| 4. | září 2020  | Jablonec nad Nisou, Česko | World Tennis Tour | antuka  | Uladzimir Ignatik | Filip Duda Petr Nouza                      | 6–3, 7–6(7–4)      |
| 5. | únor 2021  | Cherbourg, Francie        | Challenger        | tvrdý   | Alex Molčan       | Albano Olivetti Antoine Hoang              | 1–6, 7–5, [10–6]   |

## Finále na juniorském Grand Slamu

### Čtyřhra juniorů: 1 (0–1)
| Stav      | rok  | turnaj          | povrch | spoluhráč   | soupeři ve finále          | výsledek          |
| --------- | ---- | --------------- | ------ | ----------- | -------------------------- | ----------------- |
| Finalista | 2016 | Australian Open | tvrdý  | Patrik Rikl | Alex de Minaur Blake Ellis | 6–3, 5–7, [10–12] |